# Duke Mondy
Murray Deshawn „Duke” Mondy (ur. 2 grudnia 1990 w Grand Rapids) – amerykański koszykarz występujący na pozycjach rozgrywającego lub rzucającego obrońcy.
29 lipca 2019 dołączył do GTK Gliwice.

## Osiągnięcia
Stan na 14 lipca 2020, na podstawie, o ile nie zaznaczono inaczej.
NCAA
- Najlepszy pierwszoroczny zawodnik The Summit League (2013)
- Zaliczony do:
  - I składu:
    - defensywnego Horizon League (2014)
    - najlepszych nowo-przybyłych zawodników The Summit League (2013)

  - II składu The Summit League (2013)
- Lider w przechwytach:
  - NCAA (2013)[4]
  - Ligi Summit (2013)
  - Big East (2011)
  - Ligi Horizon (2014)